# Combitube

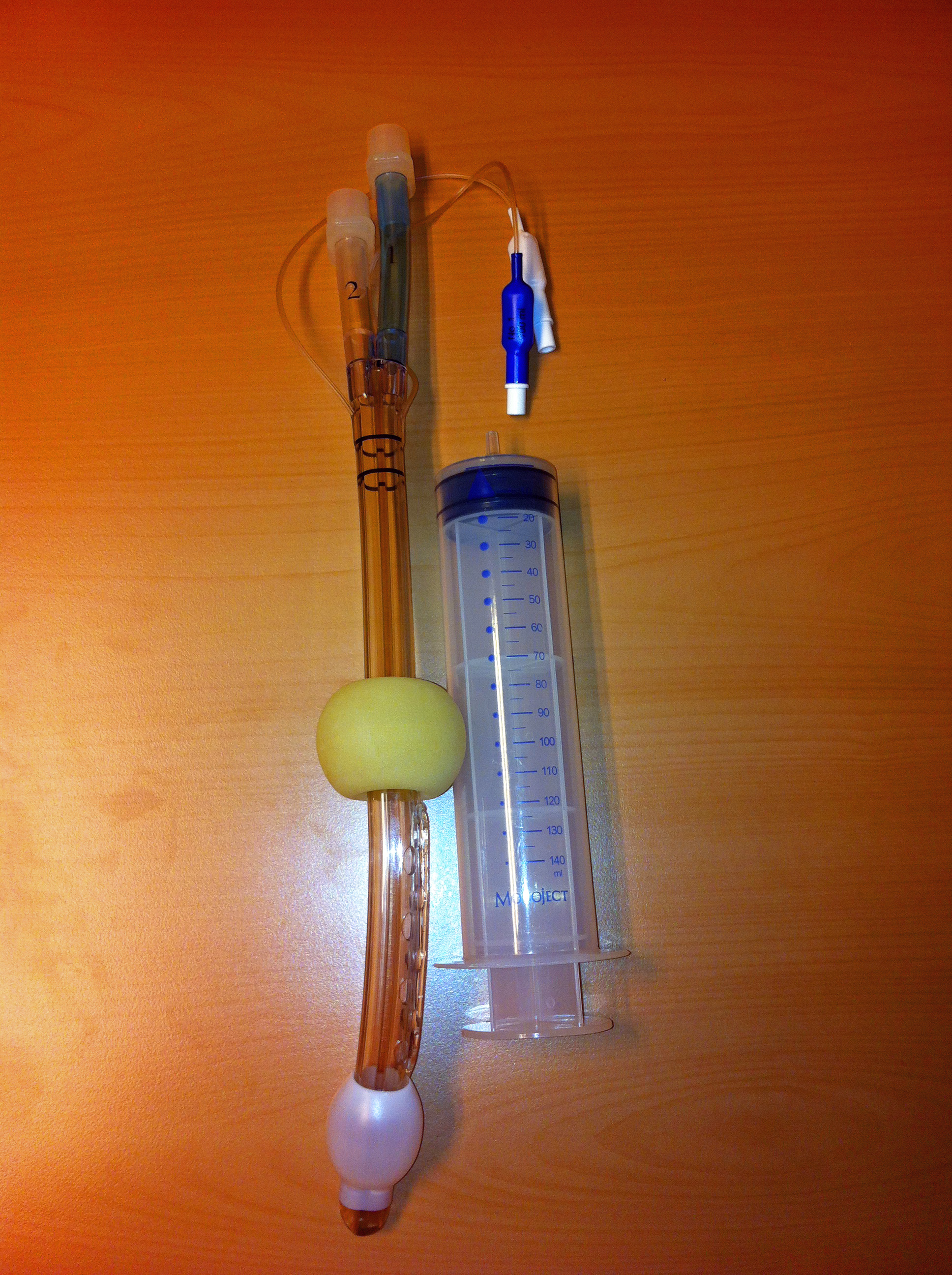
Un combitube

Il Combitube è un dispositivo di inserimento alla cieca nelle vie respiratorie spesso utilizzato nel setting preospedaliero di emergenza.
Il dispositivo è disegnato per facilitare l'intubazione del paziente in grave difficoltà respiratoria. Consiste in un tubo a doppio lume, cuffiato, che viene inserito nelle vie aeree del paziente per facilitarne la ventilazione.
Quando il dispositivo viene cuffiato con l'insufflazione di alcuni cc. di aria, il suo funzionamento è simile a quello di un tubo endotracheale,  l'esofago viene chiuso dal palloncino cuffiato e ciò permette una adeguata ventilazione prevenendo l'aspirazione di contenuto gastrico nel polmone. 
La semplicità del suo posizionamento rappresenta il principale vantaggio del Combitube rispetto alla intubazione orotracheale.
Quando si effettua la classica intubazione orotracheale, bisogna avere cura nel verificare che il tubo sia stato correttamente posizionato in trachea mentre il doppio lume del dispositivo Combitube permette di eseguire la ventilazione indipendentemente che il posizionamento sia avvenuto in esofago o trachea. 
In genere il tubo penetra in esofago e la ventilazione viene assicurata dal primo tubo. Meno frequentemente quando il Combitube viene posizionato in trachea, la ventilazione viene assicurata dal tubo numero due mentre il tubo numero uno viene clampato.
Un altro dispositivo chiamato Positube, che è un dispositivo di rilevamento di intubazione esofagea, può essere utilizzato sul tubo numero due a escludere l'intubazione del Combitube in trachea. Il Positube rileva la resistenza del flusso d'aria sul tubo numero due ed è estremamente utile nel controllo del corretto posizionamento del Combitube quando l'intubazione viene eseguita in condizioni difficili.
La facilità d'utilizzo del Combitube lo rende ideale nell'uso preospedaliero, ed in condizioni di emergenza, quando personale adeguatamente addestrato ad un utilizzo avanzato dei presidi delle vie aeree non è immediatamente disponibile. 
I possibili inconvenienti nell'uso del Combitube sono sostanzialmente rappresentati da una incapacità a compiere profonde suzioni quando il dispositivo è posizionato in esofago.
Le società scientifiche American Heart Association e l'European Resuscitation Council hanno suggerito l'impiego del Combitube come una possibile e valida alternativa alla intubazione orotracheale, tuttavia il dispositivo è raramente utilizzato al di fuori dell'uso preospedaliero, in condizioni di emergenza-urgenza, in quanto non consente di controllo delle vie aeree a lungo termine. 
Alternative all'uso del Combitube includono la maschera laringea (LMA), il tubo endotracheale  ed altri dispositivi per la gestione delle vie aeree con inserimento alla cieca come ad esempio la King Airway.
Il Combitube è stato inventato da ricercatori austriaci MD M. Frass, R. Frenzer, e J. MD Zahler